# Toys in the Attic (canción)
«Toys in the Attic» es una canción de la banda de rock estadounidense Aerosmith, escrita por Steven Tyler y Joe Perry y es la primera canción del álbum Toys in the Attic, su trabajo discográfico más vendido en los Estados Unidos. La canción fue lanzada como el Lado B del sencillo "You See Me Crying" en 1975.

## Otras versiones
La canción también aparece en dos álbumes en vivo de la banda, Live! Bootleg (1978) y Classics Live II (1987). También está disponible como bonus track en el álbum recopilatorio O, Yeah! Ultimate Aerosmith Hits (2002).

## Versiones
R.E.M. grabó una versión de la canción en 1986 como Lado B del sencillo "Fall on Me". Esta versión puede encontrarse en el álbum Dead Letter Office.
También existen versiones de The Answer, Black Happy, Metal Church, Warrant, Ratt y Roadsaw.
Stephen Pearcy, Tracii Guns, Phil Soussan y Aynsley Dunbar grabaron la canción para el álbum tributo Not the Same Old Song and Dance (Eagle Records, 1999). Los coros fueron hechos por David Glen Eisley.